# Flavio Vanzella
Flavio Vanzella (Vazzola, 4 marzo 1964) è un ex ciclista su strada italiano.
Professionista dal 1989 al 1998, fu campione del mondo nella cronometro a squadre.

## Carriera
Buon passista, fu per alcuni anni uomo fondamentale della squadra della 4x100km a cronometro: con questa selezione si aggiudicò un secondo posto mondiale a Colorado Springs nel 1986 e il titolo iridato a Villach l'anno successivo (Roberto Fortunato, Eros Poli e Mario Scirea gli altri tre alfieri); sempre nella cronometro a squadre fu quinto ai Giochi olimpici di Seul del 1988.
Professionista dal 1989 al 1998, spesso impiegato come gregario, ottenne alcuni piazzamenti di rilievo come il terzo posto nella Milano-Vignola del 1991 e nel Giro dei Paesi Bassi del 1995. Solo tre le vittorie in palmarès, una ottenuta nel 1993, una frazione all'Euskal Bizikleta, e due nel 1995, anno in cui militava nella MG-Technogym, una tappa al Giro di Svizzera e il prestigioso Giro del Veneto. Ebbe inoltre l'onore di indossare per due giorni la maglia gialla al Tour de France 1994: alla corsa francese prese il via in sei edizioni, concludendo sempre.

## Palmarès
- 1985 (dilettanti)

Trofeo Città di San Martino di Lupari
- 1986 (dilettanti)

Classifica generale Regio Tour International
- 1987 (dilettanti)

Piccola Sanremo
Campionati del mondo, Cronometro a squadre (con Roberto Fortunato, Eros Poli, Mario Scirea)
- 1993 (GB-MG Boys, una vittoria)

1ª tappa Euskal Bizikleta (Eibar > Bilbao)
- 1995 (MG Boys Maglificio, due vittorie)

Giro del Veneto
10ª tappa Tour de Suisse (Flums > Zurigo)

## Piazzamenti

### Grandi Giri
- Giro d'Italia

1991: 93º
1992: 76º
1993: 82º
1994: 60º
- Tour de France

1992: 59º
1993: 51º
1994: 41º
1995: 86º
1996: 60º
1997: 106º
- Vuelta a España

1989: ritirato (21ª tappa)
1996: ritirato (11ª tappa)

### Classiche monumento
- Milano-Sanremo

1991: 99º
1992: 109º

### Competizioni mondiali
- Campionati del mondo

Colorado Springs 1986 - Cronosquadre: 2º
Villach 1987 - Cronosquadre: vincitore
- Giochi olimpici

Seul 1988 - Cronosquadre: 5º

## Riconoscimenti
- Premio Italia dilettanti nel 1986
- Borraccia d'Oro nel 2009